# Koaré
Koaré, également orthographié Kouaré, est une commune rurale située dans le département de Fada N'Gourma de la province du Gourma dans la région de l'Est au Burkina Faso.

## Géographie
Koaré est situé à 15 km au Sud-Ouest de Fada N'Gourma, chef-lieu du département, de la province et capitale de la région.

## Santé et éducation
Koaré accueille un centre de santé et de promotion sociale (CSPS).